# 서게르만족
서게르만족은 게르만어파 계열의 서게르만어군을 사용하는 게르만족 일파이다. 주로 유럽 중부나 서부에 분포하고 있으며 게르만족 대이동 때 이동한 게르만족 대다수들이 서게르만족에 속한다.

## 서게르만제족
- 앵글로색슨인
  - 앵글족
  - 색슨족(작센족)
  - 주트족
- 프랑크족
- 알라마니족
- 수에비족
- 랑고바르드족
- 카티족

## 같이 보기
- 서게르만어군
- 게르만족
- 동게르만족
- 북게르만족